# 인텔 에디슨
인텔 에디슨(Intel Edison)은 인텔에서 착용 컴퓨터와 사물 인터넷 장치의 개발 시스템으로 제공하는 초소형의 컴퓨터 온 모듈이다. 이 시스템은 초기에 SD 카드와 같은 크기로 듀얼 코어 인텔 쿼크 x86, 블루투스와 와이파이로 송수신하는 400 MHz 의 CPU를 탑재할 것으로 발표되었다.
이후 CPU는 22 nm 실버마운트 듀얼 코어 인텔 아톰으로 바뀌었고, 2014년 9월에는 두 번째 버전의 에디슨이 인텔 개발자 포럼(IDF)에서 소개되었는데, 표준 SD 카드보다 크고 두꺼웠다.

## 첫 번째 버전
2014년 1월 소비자 가전 전시회(CES)에서 개시가 발표되었다. 인텔의 CEO 브라이언 크르자니크는 인텔 에디슨을 사용하여 만들어 낸, 아기를 모니터링하는 데모 시스템 (Nursery2.0)을 선보였다. 그는 또한 인텔 에디슨에서 볼프람 언어와 매스매티카를 사용할 수 있고, 리눅스를 구동할 수 있을 것이라고 발표하였다.

## 두 번째 버전
2014년 3월, 인텔은 인텔 에디슨 프로젝트가 변경되었으며, 두 번째 버전의 보드가 2014년 9월에 발표될 것임을 알렸다. 그 크기는 35.5 x 25 x 3.9 mm이며, 보드의 주요 단일 칩 시스템(SoC)은 500 MHz로 구동되는 두 개의 인텔 아톰 코어와 실시간 운영 체제 바이퍼 OS를 실행하기 위한 100 MHz 로 구동되는 한 개의 인텔 쿼크 코어를 포함하는 22 nm 아톰 '탕헤르' (Z34XX)이다. SoC는 1GB 램이 패키지에 통합되어 있다. 또한 4 GB 의 eMMC 플래시가 탑재되어 있으며, 와이파이, 블루투스 4와 USB 컨트롤러가 있다. 보드에는 70핀의 조밀한 커넥터 (히로세 DF40) 와 USB, SD 카드, UART(범용 비동기화 송수신기), 범용 입출력 장치(GPIO)가 있다. 기기의 가격은 미화 $50 정도이다.
두 번째 버전은 아두이노 IDE, 이크립스, C, C++, 파이썬), 인텔 XDK (Node.js, HTML5, 그리고 볼프람 언어를 위한 개발을 지원하는 욕토 리눅스를 구동한다.

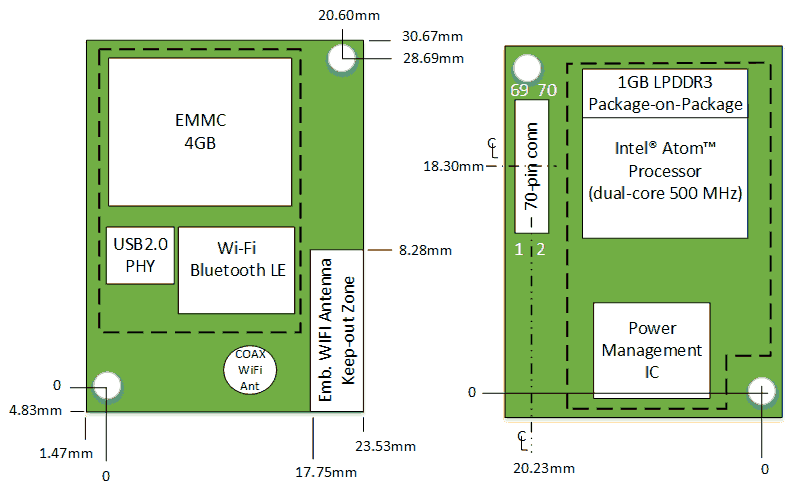
인텔 에디슨 PCB 블록 도해